# Góra Pod Wiankiem
Góra Pod Wiankiem – wzgórze o wysokości 357 m n.p.m. Znajduje się w zachodniej części wsi Balin. Najwyższe wzniesienie Pagórów Jaworznickich.